# Cmentarz żydowski w Gorzkowie-Osadzie
Cmentarz żydowski w Gorzkowie – kirkut społeczności żydowskiej niegdyś zamieszkującej Gorzków. Nie wiadomo dokładnie kiedy powstał. Ma powierzchnię 0,5 ha. Znajduje się w południowej części miejscowości. Został zniszczony podczas II wojny światowej. Przypuszczalnie nie zachowały się żadne nagrobki.